# Coppa CEV 1990-1991 (femminile)
La Coppa CEV 1990-1991 è stata l'11ª edizione del terzo torneo pallavolistico europeo per squadre di club; iniziata con il primo turno il 6 ottobre 1990, si è conclusa con la final-four il 19 ottobre 1991. Al torneo hanno partecipato 36 squadre e la vittoria finale è andata per la prima volta alla Pallavolo Femminile Matera.

## Squadre partecipanti
| - Alcorcón - VakıfBank - BMKZ - Universität Basel - Basler - Radnički Belgrado - Benfica - VKP Bratislava - Rapid Bucarest | - Tungsram - Eger - Hapoël Emek Hefer - Galatasaray - Penicilina Iași - PV Jyväskylä - ZAON - SC Rotation - ŁKS | - Olympic Luxembourg - Matera - Leixões - Münster - Olympiada Neapolīs - Reggio Emilia - Rijeka - Riom - Schwerte | - Saint-Raphaël - Filathlītikos Salonicco - Slavia Sofia - VC Temse - Tenerife - Datovoc Tongeren - Černo More Varna - ICT Vienna - Orbita |

## Primo turno

### Squadre qualificate
- VakıfBank
- Universität Basel
- Basler
- Benfica
- Riom

## Secondo turno

### Squadre qualificate
| - Alcorcón - VakıfBank - BMKZ - Tungsram - Galatasaray - Leixões - Matera - Reggio Emilia | - Riom - Saint-Raphaël - Schwerte - Slavia Sofia - VC Temse - Datovoc Tongeren - Orbita |

## Ottavi di finale

### Squadre qualificate
- Alcorcón
- VakıfBank
- Tungsram
- Matera
- Münster
- Reggio Emilia
- Riom
- Orbita

## Quarti di finale

### Squadre qualificate
| - VakıfBank - Matera - Münster - Reggio Emilia |

## Final-four
Le semifinali si sono giocate il 18 ottobre mentre le finali per il terzo e il primo posto il 19 ottobre.

### Finali 1º - 3º posto
|  | Semifinali    | Semifinali    | Semifinali    |               |        | Finale 1º/2º posto | Finale 1º/2º posto | Finale 1º/2º posto |  |
|  |               |               |               |               |        |                    |                    |                    |  |
|  | Matera        | Matera        | 3             |               |        |                    |                    |                    |  |
|  | Matera        | Matera        | 3             |               |        |                    |                    |                    |  |
|  | VakıfBank     | VakıfBank     | 1             |               |        |                    |                    |                    |  |
|  | VakıfBank     | VakıfBank     | 1             |               | Matera | Matera             | 3                  |                    |  |
|  |               |               |               |               | Matera | Matera             | 3                  |                    |  |
|  |               |               | Reggio Emilia | Reggio Emilia | 0      |                    |                    |                    |  |
|  | Reggio Emilia | Reggio Emilia | Reggio Emilia | Reggio Emilia | 0      | 3                  |                    |                    |  |
|  | Reggio Emilia | Reggio Emilia |               |               |        | 3                  |                    |                    |  |
|  | Münster       | Münster       | 1             |               |        | Finale 3º/4º posto | Finale 3º/4º posto | Finale 3º/4º posto |  |
|  | Münster       | Münster       | 1             |               |        |                    |                    |                    |  |
|  |               |               |               |               |        |                    |                    |                    |  |
|  |               |               |               |               |        | VakıfBank          | VakıfBank          | 3                  |  |
|  |               |               |               |               |        | VakıfBank          | VakıfBank          | 3                  |  |
|  |               |               |               |               |        | Münster            | Münster            | 2                  |  |